# 輪島站
輪島站（日语：／ Wajima eki */?）是位於石川縣輪島市河井町，能登鐵道的七尾線車站（廢站）。
在廢除後，車站遺址建設了道之驛輪島「Flat訪夢」。能登鐵道繼承後，站內還有綠色窗口。
此條目將會記述，車站現役時代的情況。關於現時的狀況和圖片，可參見道之驛輪島。

## 歷史
- 1935年（昭和10年）7月30日 - 鐵道省七尾線 穴水至此站之間開通，此站啟用[1]。當時為一般車站[1]。
- 1976年（昭和51年）4月1日 - 結束處理貨物[1]。
- 1977年（昭和52年）7月15日 - 車站大樓翻新[2]。
- 1979年（昭和54年）4月10日 - 設置綠色窗口[3]。
- 1985年（昭和60年）3月14日 - 結束處理行李[1]。
- 1987年（昭和62年）4月1日 - 伴隨國鐵分割民營化，車站由西日本旅客鐵道（JR西日本）營運[1]。
- 1991年（平成3年）9月1日 - JR西日本七尾線 七尾至此站之間由能登鐵道繼承，成為能登鐵道車站[1]。
- 2001年（平成13年）4月1日 - 能登鐵道七尾線 穴水至此站之間廢除，此站也被廢除。

## 車站構造

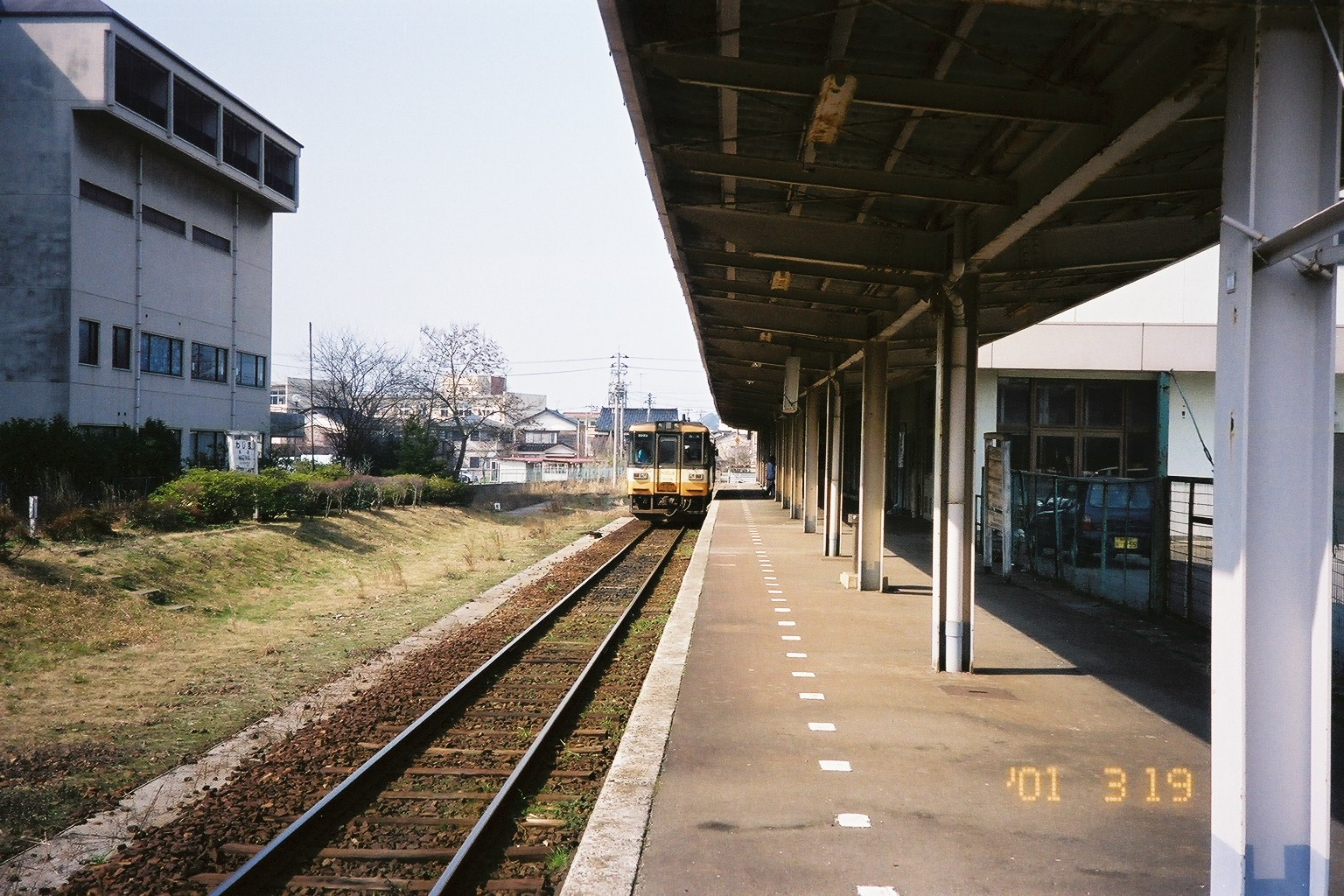
廢除前的月台

在車站晩年，車站設有1面1線的月台，鄰接車站大樓。此站沒有列車夜間停泊。在列車全盛時期，此站設有2面3線的月台。在蒸氣機車行走的時代，此站還有轉車盤。

## 使用狀況
根據「石川縣統計書」，以下為廢站前1日平均乘車人次：
| 年度   | 1日平均 乘車人次 |
| ------ | ---------------- |
| 1990年 | 455              |
| 1991年 | 491              |
| 1992年 | 494              |
| 1993年 | 464              |
| 1994年 | 439              |
| 1995年 | 343              |
| 1996年 | 376              |
| 1997年 | 323              |
| 1998年 | 307              |
| 1999年 | 298              |
| 2000年 | 304              |

## 其他

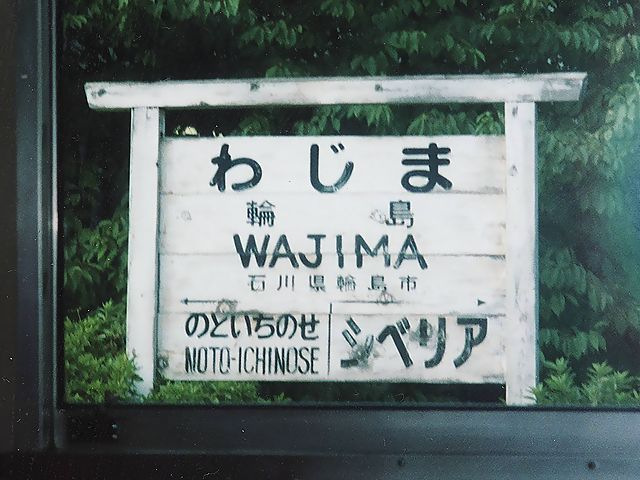
廢除前的站名牌

在車站內的站名牌中，由於此站是終點站，因此下一站的欄中應該不會有內容，但是站名牌上，下一站的內容寫上了指向日本海方向的「西伯利亞」，成為了車站的名物。現時站名牌的複製品存放在道之驛內作為紀念。

## 相鄰車站
能登鐵道
七尾線（廢線部分）
能登市之瀨－輪島

## 注腳
1. 1 2 3 4 5 6 7  石野哲（編）. . JTB. 1998: 155. ISBN 978-4-533-02980-6 （日语）.
2. ↑  寺田裕一《私鉄の廃線跡を歩くIII 北陸・上越・近畿編》，JTB出版，2008年，139頁。ISBN 978-4-533-07145-4
3. ↑  . 交通新聞 (交通協力会). 1979-04-12: 2 （日语）.
4. ↑  在《交通公社之時間表　1988年3月號》中，穴水從晚上9時時段出發的列車到達此站後，該列車會折返往七尾。
5. ↑  參見圖片懐想石川の鉄道 - 七尾線2 （页面存档备份，存于）（日語）